# بانکسیا پروانه‌ای
بانکسیای پروانه‌ای (نام علمی: Banksia candolleana) نام یک گونه از سرده بانکسیا است.